# Акбулак (Байдібека район)
Акбула́к (каз. Ақбұлақ) — село у складі району Байдібека Туркестанської області Казахстану. Входить до складу Минбулацького сільського округу.
Населення — 59 осіб (2021; 162 у 2009, 165 у 1999, 237 у 1989).